# Provinz San Román
Die Provinz San Román gehört zur Verwaltungsregion Puno und liegt im Süden von Peru. Sie wurde am 6. September 1926 gegründet. Benannt wurde sie nach Miguel de San Román (1802–1863), der in den Jahren 1862 und 1863 Präsident der Republik Peru war.
Die Provinz besitzt eine Fläche von 2278 km². Bei der Volkszählung 2017 wurden in der Provinz 307.417 Einwohner gezählt. Im Jahr 1993 lag die Einwohnerzahl bei 168.534, im Jahr 2007 bei 240.776. Verwaltungssitz ist Juliaca.

## Geographische Lage
Die Provinz San Román liegt im Westen der Region Puno und erstreckt sich über das aride Andenhochland westlich des Titicacasees. Die Provinz hat eine maximale Längsausdehnung in WSW-ONO-Richtung von etwa 108 km. Im Nordosten reicht die Provinz bis auf 8 km an das Ufer des Titicacasees heran. Im Südwesten reicht die Provinz bis an die peruanische Westkordillere. Die Hauptstadt Juliaca liegt im Nordosten der Provinz.
Die Provinz San Román grenzt im Norden an die Provinz Lampa, im Nordosten an die Provinzen Azángaro und Huancané sowie im Süden an die Provinz Puno. Im Südwesten grenzt die Provinz San Román an die Regionen Moquegua und Arequipa.

## Verwaltungsgliederung
Die Provinz San Román besteht aus den folgenden fünf Distrikten. Der Distrikt Juliaca ist Sitz der Provinzverwaltung.
| Distrikt   | Verwaltungssitz |
| ---------- | --------------- |
| Cabana     | Cabana          |
| Cabanillas | Deustua         |
| Caracoto   | Caracoto        |
| Juliaca    | Juliaca         |
| San Miguel | San Miguel      |